# Dicranum
Dicranum là một chi rêu trong họ Dicranaceae.